# خوان أنطونيو راموس سانتشيث
خوان أنطونيو راموس سانتشيث (بالإسبانية: Juan Antonio Ramos Sánchez، ولد في 18 أغسطس 1976، برشلونة، إسبانيا) لاعب تايكوندو إسباني، تَخَصّص في وزن تحت 50 كغم، وفي وزن تحت 54 كغم ووزن تحت 58 كغم.
حصل على ميداليتين ذهبيتين في بطولات العالم للتايكوندو، كما حاز على ثلاث ميداليات ذهبية في بطولات أوروبا للتايكوندو.

## إنجازاته

### بطولة العالم للتايكوندو
- 1997 هونغ كونغ  هونغ كونغ:  ميدالية ذهبية في وزن تحت 50 كغم.
- 2001 جيجو-دو  كوريا الجنوبية:  ميدالية برونزية في وزن تحت 54 كغم.
- 2007 بكين  الصين:  ميدالية ذهبية في وزن تحت 58 كغم.

### بطولة أوروبا للتايكوندو
- 1996 هلسنكي  فنلندا:  ميدالية ذهبية في وزن تحت 54 كغم.
- 1998 آيندهوفن  هولندا:  ميدالية برونزية في وزن تحت 54 كغم.
- 2000 باتراس  اليونان:  ميدالية ذهبية في وزن تحت 54 كغم.
- 2002 سامسوم  تركيا:  ميدالية فضية في وزن تحت 54 كغم.
- 2004 ليلهامر  النرويج:  ميدالية ذهبية في وزن تحت 58 كغم.

## روابط خارجية
- خوان أنطونيو راموس سانتشيث على موقع TaekwondoData.com (الإنجليزية)
- خوان أنطونيو راموس سانتشيث على موقع اللجنة الأولمبية الدولية (الإنجليزية)
- خوان أنطونيو راموس سانتشيث على موقع أوليمبيديا (الإنجليزية)
- خوان أنطونيو راموس سانتشيث على موقع اللجنة الأولمبية الإسبانية (الإسبانية)